# Бечевинка (Вологодская область)
Бечевинка — село в Белозерском районе Вологодской области.
Входит в состав Антушевского сельского поселения (с 1 января 2006 года по 9 апреля 2009 года было центром Бечевинского сельского поселения), с точки зрения административно-территориального деления — центр Бечевинского сельсовета.
Расстояние до районного центра Белозерска по автодороге — 38 км, до центра муниципального образования села Антушево по прямой — 19 км. Ближайшие населённые пункты — Алексино, Амосово, Верещагино, Гридино, Иглино, Подгорье.
По переписи 2002 года население — 284 человека (133 мужчины, 151 женщина). Преобладающая национальность — русские (99 %).